# Wyższa Szkoła Turystyki i Hotelarstwa w Gdańsku
Wyższa Szkoła Turystyki i Hotelarstwa w Gdańsku – uczelnia niepubliczna, założona w Gdańsku w 1996 przez „Uczelnię” spółkę z o.o. Do rejestru uczelni niepublicznych i związków uczelni niepublicznych, prowadzonego przez Ministra Nauki i Szkolnictwa Wyższego, uczelnia wpisana została pod numerem „88”. 
Decyzją Ministra Nauki i Szkolnictwa Wyższego z 22 września 2010 roku nr MNiSW-DNS-WUN-6013-10261-2/KT/10, WSTiH w Gdańsku otrzymała przedłużenie terminu ważności zezwolenia na prowadzenie działalności na czas nieokreślony.
17 czerwca 2004 Państwowa Komisja Akredytacyjna (uchwałą Nr 412/2004) pozytywnie oceniła jakość kształcenia na kierunku turystyka i rekreacja prowadzonym na poziomie zawodowym i magisterskim na Wydziale Turystyki, Rekreacji i Ochrony Zdrowia  WSTiH w Gdańsku.
24 maja 2019 Minister Spraw Wewnętrznych i Administracji zatwierdził Wyższą Szkołę Turystyki i Hotelarstwa w Gdańsku jako jednostkę prowadzącą studia na potrzeby przyjmowania cudzoziemców w celu podjęcia lub kontynuacji studiów. Decyzja została przedłużona 20 maja 2024.

## Kształcenie
Wyższa Szkoła Turystyki i Hotelarstwa kształci na studiach I stopnia (licencjackich) i II stopnia (magisterskich) na kierunku Turystyka i Rekreacja. Dodatkowo Szkoła daje możliwość również podjęcia studiów podyplomowych i kursów specjalistycznych. Jej absolwenci mogą ubiegać się o pracę w hotelarstwie, biurach podróży, obiektach gastronomicznych oraz innych instytucjach i przedsiębiorstwach związanych z branżą turystyczną.

## Władze[3]
- Założyciel i prezes Zarządu Uczelnia Sp. z o.o., Prezydent WSTiH,  p.o. Rektora, prorektor ds. rozwoju i współpracy międzynarodowej 
  - mgr Jan Zacharewicz[4][5]
- Kanclerz
  - mgr Łukasz Szołtys
- Dziekan ds. jakości kształcenia
  - dr Tomasz Wojnowski
- Dziekan ds. studenckich
  - dr inż. Inga Łysiak
- Dziekan ds. rozwoju i relacji zewnętrznych
  - mgr Adriana Zacharewicz

## Rektorzy
1. prof. dr hab. Władysław Gaworecki (1996–2017)
2. dr Mariola Łuczak[6] (2017–2019)[7]
3. dr inż. Maria Chomka, prof. WSTiH (2019–2021)[8]
4. mgr Jan Zacharewicz (w 2021, p.o.)
5. dr Dorota Majewicz (2021–2022)[9]
6. mgr Jan Zacharewicz (w 2022, p.o.)[10]
7. dr hab. Włodzimierz Erdmann (2022–2023)[11]
8. dr hab. Artur Ziółkowski (w 2023)[12]
9. mgr Jan Zacharewicz (od 2023, p.o.)